# ماري لويز ليستير
ماري لويز ليستير (بالإنجليزية: Mary Louise Lester)‏ هي لاعب كرة قاعدة أمريكية، ولدت في 19 يناير 1921 في ناشفيل في الولايات المتحدة.